# Atarba australasiae
Atarba australasiae är en tvåvingeart som först beskrevs av Frederick Askew Skuse 1890.  Atarba australasiae ingår i släktet Atarba och familjen småharkrankar. Inga underarter finns listade i Catalogue of Life.